# Giesdorf
Giesdorf ist eine Ortsgemeinde im Eifelkreis Bitburg-Prüm in Rheinland-Pfalz. Sie gehört der Verbandsgemeinde Prüm an.

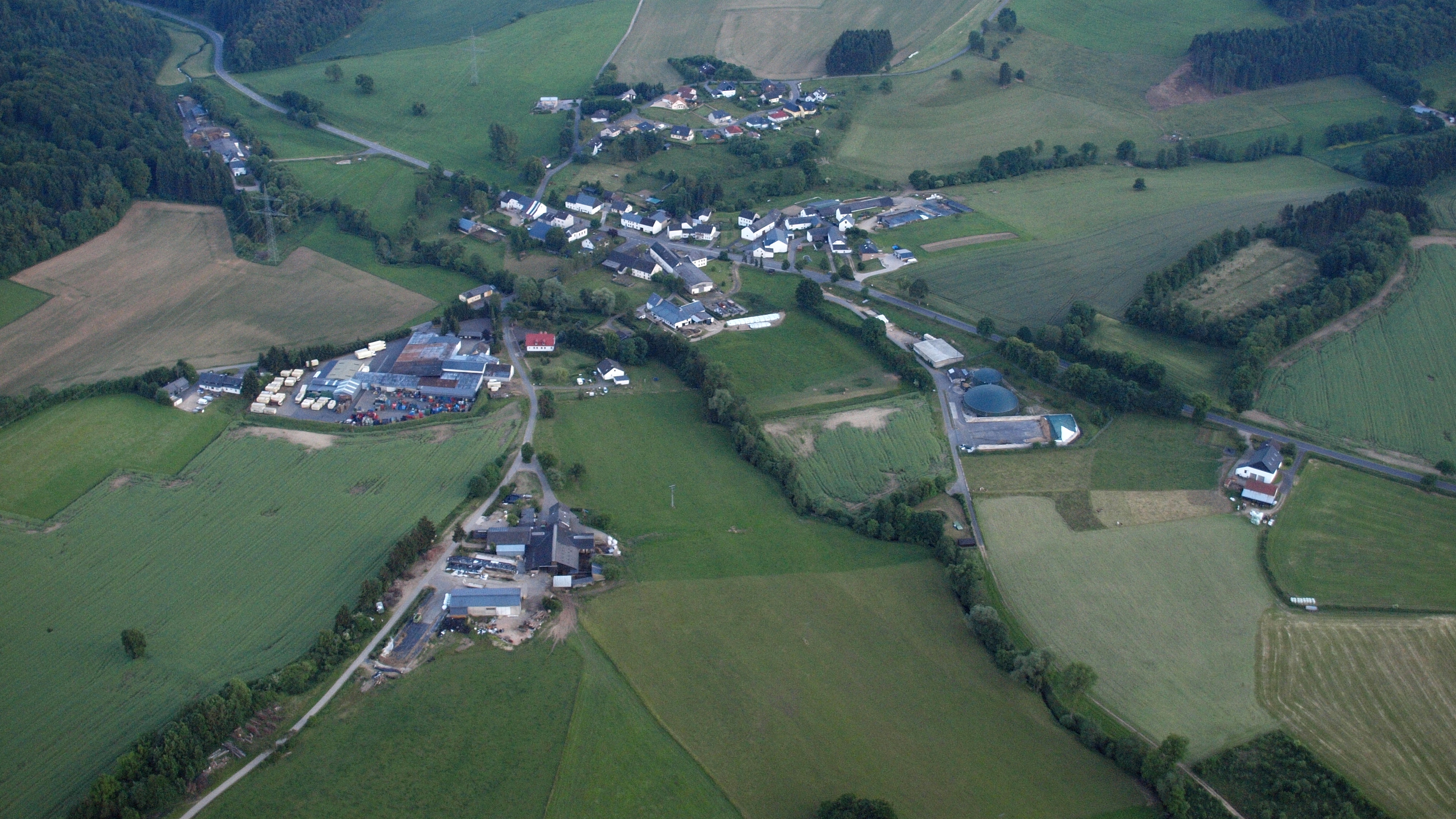
Giesdorf, Luftaufnahme (2015)

## Geographie
Giesdorf liegt im Tal der Nims, in die im Ort der Giesdorfer Bach und der Bilsbach einmünden.
Zu Giesdorf gehört auch der Wohnplatz Rattenberg.
Nachbarorte sind die Ortsgemeinden Rommersheim im Norden, Hersdorf im Osten, Schönecken im Süden, Oberlauch im Südwesten, sowie der Rommersheimer Ortsteil Ellwerath im Westen.

## Geschichte
Für eine frühe Besiedelung des Gebietes um Giesdorf spricht der Fund von zwei römischen Brandgräbern südöstlich des Ortes. Es handelt sich um zwei mit Kalksteinplatten umstellte Grabgruben. Unter den Beigaben waren ein weißer Aschenkrug, zwei schwarz überzogene Trinkbecher sowie eine aus Ton gefertigte Opferschale mit Opferteller.
1016 bestand der Ort aus einem Haus und einer Mühle und gehörte zum Marienstift in Prüm. Landesherrlich gehörte die Ortschaft bis Ende des 18. Jahrhunderts zum Kurfürstentum Trier und unterstand als Teil der Meierei Dingdorf der Verwaltung des Amtes Schönecken im Oberamt Prüm. 1792 verzeichnete sie 32 Einwohner.
Die Inbesitznahme des Linken Rheinufers durch französische Revolutionstruppen beendete die alte Ordnung. Der Ort wurde von 1798 bis 1814 Teil der Französischen Republik (bis 1804) und anschließend des Französischen Kaiserreichs, verwaltet von der Mairie Rommersheim im Arrondissement Prüm des Saardépartements. Nach der Niederlage Napoleons kam Giesdorf aufgrund der 1815 auf dem Wiener Kongress getroffenen Vereinbarungen zum Königreich Preußen und gehörte nun zum Kreis Prüm des Regierungsbezirks Trier, der 1822 Teil der neu gebildeten preußischen Rheinprovinz wurde. Aus der Mairie wurde die Bürgermeisterei Rommersheim, die 1896 mit zwei anderen in die Bürgermeisterei Prüm-Land aufging (ab 1927 Amt Prüm-Land).
Als Folge des Ersten Weltkriegs war die gesamte Region dem französischen Abschnitt der Alliierten Rheinlandbesetzung zugeordnet. Nach dem Zweiten Weltkrieg wurde Giesdorf innerhalb der französischen Besatzungszone Teil des damals neu gebildeten Landes Rheinland-Pfalz.
Bevölkerungsentwicklung
Die Entwicklung der Einwohnerzahl von Giesdorf, die Werte von 1871 bis 1987 beruhen auf Volkszählungen:
| Jahr | Einwohner |
| ---- | --------- |
| 1815 | 58        |
| 1835 | 71        |
| 1871 | 95        |
| 1905 | 101       |
| 1939 | 125       |
| 1950 | 129       |
| 1961 | 108       |

| Jahr | Einwohner |
| ---- | --------- |
| 1970 | 119       |
| 1987 | 116       |
| 1997 | 114       |
| 2000 | 108       |
| 2005 | 118       |
| 2015 | 127       |
| 2024 | 115       |

## Politik

### Bürgermeister
Mario Merkes wurde am 16. August 2019 Ortsbürgermeister von Giesdorf. Da bei der Direktwahl am 26. Mai 2019 kein gültiger Wahlvorschlag eingereicht wurde, oblag die Neuwahl des Bürgermeisters dem Rat, der sich auf seiner konstituierenden Sitzung für Merkes entschied. Er wurde im Juni 2024 wiedergewählt.
Der Vorgänger von Merkes waren Hubert Hockertz (2012–2019) und zuvor Volker Amrhein.

## Sehenswürdigkeiten
- Kapelle St. Apollinaris

In der Denkmalliste des Landes Rheinland-Pfalz (Stand: 2021) sind folgende Kulturdenkmäler ausgewiesen:
- Denkmalzone mit zwei Hakenhöfen in der Hauptstraße (wohl 1. Hälfte des 19. Jahrhunderts)
- Quereinhaus (bezeichnet 1891)
- Wegekreuz, teils spätgotisch

## Verkehr
Giesdorf liegt an der Landesstraße L 5.